# Droga I/18 (Czechy)
Droga krajowa 18 (cz. Silnice I/18) – droga krajowa w południowych Czechach. Arteria stanowi połączenie drogi krajowej 19 przez Przybram z drogą krajową nr 3.